# 安得利斯·克里格
安得利斯·克里格（Andreas Krieger，1966年7月20日—），原名海迪·克里格（Heidi Krieger），东德铅球运动员，曾获得1986年欧洲田径锦标赛女子铅球冠军。16岁起克里格曾长期服用类固醇，此行为曾引发大量争议。1991年克里格退役。1997年克里格变性为男性。